# Garagepunk
 Denne artikel bør gennemlæses af en person med fagkendskab for at sikre den faglige korrekthed.

Garagepunk eller Garagerock er en undergenre i den generelle rock og punk-musik og indie rock. Begrebet er ikke særlig klart defineret, men begrebet anvendes som garagerock til at definere bands, der har indspillet på små, uafhængige pladeselskaber, eller bands, der ikke har en pladekontrakt.[kilde mangler]
Begrebet garagerock/garagepunk kan groft opdeles i to perioder i tiden.

## 1960'erne
Den første periode bliver brugt til at betegne bands især fra USA fra 1960'erne der ofte bogstavelig talt spillede deres musik i forældrenes garager. Disse bands udgav sjældent mere end en enkelt 7"-single og nåede ikke mere end højst lokal berømmelse i deres hjemby før de forsvandt igen. Nogle få blev kendte i et større område, måske endda uden for deres hjemstat, såsom bands som The Sonics, The Seeds og The Shadows of Knight. Musikken var for det meste støjende og energisk og næsten altid primitivt optaget. Teksterne handlede om utilpassede unge, brudte forhold og slet skjulte hentydninger til sex. Selvom The Beatles' gennembrud i USA ændrede musiksmagen til en mere melodisk og psykedelisk musik, blev der ved at være et meget stort element af ublandet rock'n'roll i garagepunken. Dette gjorde også at fænomenet så godt som forsvandt, bortset fra enkelte unikke bands såsom The Stooges, The Flamin' Groovies og MC5, i de tidlige 1970'ere da publikum krævede stort anlagte orkestre og sange der varede op til en halv time.

## 1970'erne og 1980'erne
Den anden periode af garagepunken hænger derimod sammen med den generelle fremvækst i punkmusikken i sen-1970'erne. Her genindførtes den støjende energiske del af rock'n'roll igen, og mange punkbands fandt åbenlys inspiration i de gamle 1950'ere og 1960'ernes garagemusik. De allertidligste amerikanske punk-ikoner som The Ramones og The New York Dolls importerede det meste af deres lyd og verdensbillede fra dengang og spillede selv mange af de gamle numre på deres plader og koncerter. 
Samtidig begyndte pladeentusiaster at samle mange af de sjældne 60'er-singler på opsamlingsserier såsom Nuggets, Pebbles og senere Back from the Grave, hvilket gjorde at en ny generation fik mulighed for at høre sangene uden at skulle betale formuer for obskure 7"-singler. 
Dette førte snart til retrobands der baserede ikke kun deres lyd men også deres udseende på 1960'ernes musik, både i USA og England, men lande som Sverige oplevede også fænomenet. Bands såsom The Chesterfield Kings, The Milkshakes, The Stomachmouths og The Crawdaddys lavede i slutningen af 1970'erne og starten af 1980'erne musik som er svært at skelne fra 1960'ernes musik. 
I løbet af 1980'erne blev dog punken mere og mere aggressiv i sit udtryk, og der begyndte at opstå garagepunkbands der forstod at blande punkens støjende lyd med 1950'ernes og 1960'ernes rock'n'roll. Dette førte til en særegen genre som efterhånden har udviklet sig i sin egen retning.

## 1990'erne
Blandt de tidlige garagepunkbands fra denne periode kan nævnes The Dwarves, The Gravediggers, Thee Mighty Ceasars, Pussy Galore og mange flere. Garagepunk var præget ved mere fokus på lo-fi end på fængende melodier, og dette prægede også genrens lyd, der af både tilhængere og kritikere af genren betegnes som primitiv, beskidt, støjende og upoleret. Garagepunkgenren er ikke så interesseret i at efterligne de tidlige punkmusikere som at spille nogle uprætentiøse, vilde sange med tre akkorder og et heftigt bluesbeat. I første halvdel af 1990'erne fremstod en hel bølge af garagepunkbands såsom The Gories, Oblivians og The Headcoats, mange af dem på det tysk/amerikanske pladeselskab Crypt Records, som ved konstant turneren formåede at skabe interesse for musikgenren. 

## 2000'erne og frem
Bands som bl.a. The Black Lips, The Carbonas, Jay Reatard og BBQ & King Khan Show videfører i dag garagepunken. Mens bands som Yeah Yeah Yeahs, The Strokes, The Libertines, Ikara Colt og The Thermals er kraftigt inspireret af garagepunk. 

## Dansk garagepunk
Allerede Johnny Concrete havde i Århus i begyndelsen af 1980'erne med sit musikalske udgangspunkt i MC5 og The Stooges lavet musik med sine bands Dream Police og The Clochards der kan betegnes som garagepunk. Men den egentlige garagepunk i Danmark opstod først i midthalvfemserne, bl.a. The Burnouts, godt hjulpet på vej af det succesrige københavnske pladeselskab Bad Afro Records, der udelukkende udgiver skandinaviske garagebands. 
Især Sverige havde i midten af 1990'erne mange internationalt kendte bands, såsom The Hellacopters, The Turpentines og The Nomads, og de hjalp til med at udbrede hvad der blev kendt som den skandinaviske garagepunk. I dag repræsenteres genren i Danmark af bands som Baby Woodrose, Screamin' Eric, The Untamed, Columbian Neckties, og Defectors, der hver især viser hvor forskelligt garagepunkgenren kan lyde.

## Vigtige garagepunkbands
Tekst mangler, hjælp os med at skrive teksten

## 1960'erne
- 13th Floor Elevators
- Count Five
- The Downliners Sect
- The Gonn
- The Monks
- The Sonics
- The Seeds
- Shadows of Knight
- Los Saicos
- The Standells
- The Stooges
- We the People
- diverse kunstnere – Back from the Grave 1-8 (opsamling)

## 1970'erne
- Half Japanese

## Nyere tid
- The Black Lips
- The Briefs
- The Chrome Cranks
- The Cheater Slicks
- The Devil Dogs
- The Drags
- The Gories
- The Headcoats
- Lost Sounds
- The Mono Men
- The Mummies
- The Oblivians
- Reatards
- The Rip Offs
- The Spits
- The Supersuckers

## Eksterne link
Age of Madness – A guide to 1960s punk & psychedelia – Guide til de fleste 1960'er-garagepunk-opsamlinger.
Grunnenrocks – The garagepunk resource – Ressource-hjemmeside til garagepunk fra 1980'erne og frem.